# トウゴロウイワシ
トウゴロウイワシ（藤五郎鰯、学名：Hypoatherina valenciennei）は、トウゴロウイワシ目トウゴロウイワシ科ギンイソイワシ属に分類される魚。トウゴロイワシともいう。
インド洋から太平洋西部、日本では琉球諸島をのぞく相模湾から西に広く分布する。沿岸性の魚で、河川河口部の汽水域にも進入し、海面近くを大群をなして泳ぐ姿が見られる。体長は10cm前後のものが多く、最大で15cm程度まで。カタクチイワシに似ることからイワシの名を冠するものの、分類上はボラやダツなどに近縁であり、二基の背鰭をもつ。小エビなど動物プランクトンを主食とする。6-8月にかけて産卵し、寿命は2年ほどである。
なお、奄美群島・琉球諸島ではトウゴロウイワシ科ギンイソイワシ属・オオスジイソイワシが見られる。

## 利用
鱗が硬質で剥がれにくく一般に食用とはされない。釣り針にかかることも多く外道として避けられるが、食べられないわけではない。寿司ネタや干物にすると美味という。釣り上げた上でスズキやヒラメなどの大型魚を狙う生き餌に使う人もいる。